# Lejos de ti esta primavera
Lejos de ti esta primavera (del inglés: Absent in the Spring) es una novela escrita por Agatha Christie, bajo el pseudónimo Mary Westmacott en 1944. Fue la tercera de seis novelas escritas por Christie bajo este pseudónimo.

## Trama
Joan Scudamore regresa a Londres desde Bagdad, donde ha pasado una temporada con su hija Bárbara y el marido de ésta. Los azares de un viaje a través de una geografía y una cultura para ella imprevisibles desencadenan un proceso de introspección en el curso del cual la vida, la suya propia, que había considerado un paradigma de fortaleza y de seguridad adquiere sus perfiles reales.